# Jorge Sanz
Jorge Sanz Miranda (Madrid, 26 agosto 1969) è un attore spagnolo.

## Biografia e carriera
Ultimo di cinque fratelli, avrebbe dovuto intraprendere la carriera militare sulle orme paterne. Quando aveva nove anni la madre lo portò ad un provino e così fu scelto per il ruolo del figlio di Jane Birkin nel film La Miel, diretto da Pedro Masó. Da allora iniziò per lui una prolifica carriera come attore bambino per lo più in film commerciali che lo fecero diventare popolare sugli schermi spagnoli.
Tra i nove e i quindici anni recitò in produzioni sia spagnole che straniere. In particolare, nella parte del piccolo Conan in Conan il barbaro, interpretato da adulto da Arnold Schwarzenegger. Il ruolo di Pepe in Valentina gli valse il suo primo premio al Festival Internazionale del Cinema di San Sebastián.
Sanz ha recitato in diversi film diretto da Fernando Trueba e Vicente Aranda maturando come interprete. Nel 1986 recitò al fianco di Maribel Verdú in El año de las luces, il suo primo ruolo da adolescente. Nel 1988 ebbe un ruolo di primo piano in Se ti dico che sono caduto, per il quale ottenne un premio Goya come miglior attore. A seguito di questo successo, recitò, sempre sotto la direzione di Vicente Aranda, in Los Jinetes del Alba, una miniserie per la TV di stato spagnola del 1990, e in Amantes - Amanti. Due anni dopo recitò in Belle Époque, per la regia di Fernando Trueba. Questa pellicola vinse l'Oscar come miglior film straniero. Amantes - Amanti e Belle Époque sono due delle sue migliori interpretazioni, nonché quelle maggiormente conosciute a livello internazionale.
Negli anni novanta confermò la sua popolarità, alternando a commedie come Perché chiamarlo amore quando è solo sesso? (1992) e Cha-cha-chá (1997) ruoli più drammatici come Morirás en Chafarinas (1994), Libertarias (1995), dichiarando di sentirsi più a suo agio in ruoli comici. Attivo anche in televisione, sia in serie TV sia in commedie come Colegio Mayor (1993-1995), Pepa y Pepe (1995) e A las volta en casa (1999).
Inizialmente scelto per interpretare il ruolo di Víctor Plaza in Carne trémula (1997), film di Pedro Almodóvar, venne licenziato dopo il secondo giorno di riprese a causa di disaccordi con il regista venendo sostituito da Liberto Rabal.
Ha recitato in ruoli secondari in La niña dei tuoi sogni (1998) e in El Embrujo de Shanghai (2002).
Jorge Sanz è stato legato all'attrice spagnola Lucía Jimenez e ha avuto un figlio, Merlín, dall'attrice Paloma Gomez, nato il 25 settembre 2002. I due si erano conosciuti da bambini durante le riprese del film Valentina, ma hanno iniziato la loro relazione quasi 25 anni più tardi, quando si sono ritrovati su un set, separandosi poi nel 2006.

## Filmografia parziale

### Cinema
- Conan il barbaro (Conan the barbarian), regia di John Milius (1982)
- Amantes - Amanti (Amantes), regia di Vicente Aranda (1991)
- Belle Époque, regia di Fernando Trueba (1992)
- Perché chiamarlo amore quando è solo sesso?, regia di Manuel Gómez Pereira (1992)
- I peggiori anni della nostra vita (Los peores años de nuestra vida), regia di Emilio Martínez Lázaro (1994)
- Libertarias, regia di Vicente Aranda (1996)
- Cha-cha-chá, regia di Antonio del Real (1997)
- I.R.A. - Un gesto estremo (A further gesture), regia di Roger Dornhelm (1997)
- La niña dei tuoi sogni (La niña de tus ojos), regia di Fernando Trueba (1998)
- Black Symphony (Tuno negro), regia di Pedro Barbero (2001)
- La vita è facile ad occhi chiusi (Vivir es fácil con los ojos cerrado), regia di David Trueba (2013)
- The Queen of Spain (La reina de España), regia di Fernando Trueba (2016)

### Televisione
- Il vicino - serie TV, (2019-2021)